# 上條安里
上條 安里（じょうじょう あんり、1962年 - ）は、日本のセットデザイナー。東京都生まれ。美術デザイン会社サンク・アールデザイン部所属・取締役副社長。

## 来歴
テレビCMの美術を担当していたが、『7月7日、晴れ』で映画の美術デザインに初参加。『ALWAYS 三丁目の夕日』で第29回日本アカデミー賞最優秀美術賞、第60回毎日映画コンクール美術賞を受賞。アニメ映画『サマーウォーズ』ではインターネット上の仮想世界“OZ”の美術を担当した。

## 作品
- 7月7日、晴れ （1996年）
- ジュブナイル （2000年）
- Returnerリターナー （2002年）
- ALWAYS 三丁目の夕日 （2005年）
- ALWAYS 続・三丁目の夕日 （2007年）
- K-20怪人二十面相・伝 （2008年）
- サマーウォーズ （2009年、OZ美術デザイン）
- BALLAD 名もなき恋のうた （2009年）
- SPACE BATTLESHIP ヤマト （2010年）
- ワイルド7 （2011年）
- ALWAYS 三丁目の夕日'64 （2012年）
- おおかみこどもの雨と雪 （2012年、美術設定）
- 永遠の0 （2013年）
- バケモノの子 （2015年、美術設定）
- 海賊と呼ばれた男 （2016年）
- DESTINY 鎌倉ものがたり （2017年）
- 映画ドラえもん のび太の宝島 （2018年、3Dデザイン）
- 竜とそばかすの姫（2021年、美術設定）
- ゴジラ-1.0（2023年）
- 映画ドラえもん のび太の地球交響楽（2024年、コンセプトデザイン）

## 受賞歴
- ACC特別賞美術賞（1999年）
- 第29回日本アカデミー賞最優秀美術賞（『ALWAYS 三丁目の夕日』）
- 第60回毎日映画コンクール美術賞（『ALWAYS 三丁目の夕日』）
- 第38回日本アカデミー賞最優秀美術賞（『永遠の0』）[3]
- 第78回毎日映画コンクール 美術賞（『ゴジラ-1.0』）[4]
- 第47回日本アカデミー賞最優秀美術賞（『ゴジラ-1.0』）[5][6]